# リーデン (オストアルゴイ郡)
リーデン (ドイツ語: Rieden) は、ドイツ連邦共和国バイエルン州シュヴァーベン行政管区のオストアルゴイ郡に属す町村（以下、本項では便宜上「町」と記述する）で、プフォルツェン行政共同体である。

## 地理
リーデンはアルゴイ地方に位置する。

### 自治体の構成
この町は、公式には2つの地区 (Ort) からなる。
- リーデン
- ツェラーベルク

## 歴史
リーデンの最初の記録は1242年になされている。リーデンはイルゼー帝国修道院に属した。1803年の帝国代表者会議主要決議によりバイエルンに移された。バイエルンの行政改革に伴う1818年の市町村令により現在の自治体が成立した。

### 人口推移
- 1970年 1,442人
- 1987年 1,431人
- 2000年 1,390人

## 行政
町長はインゲ・ヴァイス (Freie Wählergemeinschaft) である。

## 文化と見所
リートモヌメントは、塔の形状をした方形のマリア礼拝堂で、1884年の鉄道建設のためにリンデンベルクの土地を収用する代償から土地所有者のマルティン・リートによって建設された。

## 経済と社会資本

### 教育
- 国民学校

2007年/2008年の学期からこの学校は閉鎖されている。

## 引用
1. ↑  https://www.statistikdaten.bayern.de/genesis/online?operation=result&code=12411-003r&leerzeilen=false&language=de Genesis-Online-Datenbank des Bayerischen Landesamtes für Statistik Tabelle 12411-003r Fortschreibung des Bevölkerungsstandes: Gemeinden, Stichtag (Einwohnerzahlen auf Grundlage des Zensus 2011)
2. ↑  Bayerische Landesbibliothek Online
3. ↑  http://www.rieden-zellerberg.de/bildergalerie/impressionen/impressionen-1/ridmonument/
4. ↑  Stadt und Landkreis Kaufbeuren Tillmann Breuer Deutscher Kunstverlag p. 178
5. ↑  http://www.pforzen.de/gemeinde-pforzen/chronik/besondere-ereignisse/